# كومفرت ادامز
كومفرت أفيري ادامز (بالإنجليزية: Comfort A. Adams) (1 نوفمبر 1868 - 21 فبراير 1958) هومهندس كهربائي أمريكي، عندما كان طالبًا ساعد ألبرت ميكلسون في تجربة ميكلسون ومورلي في عام 1887 والتي كانت داعمًا في وقتٍ لاحق لنظرية النسبية الخاصة لألبرت أينشتاين في عام 1905.حصل ادامز على وسام إديسون ووسام لام.

## عضوايته
- المعهد الأمريكي للمهندسين الكهربائية
- الجمعية الأمريكية للمهندسين الميكانيكيين
- الجمعية الأمريكية للمهندسين المدنيين
- المعهد القومي الأمريكي للقياس
- المجلس الهندسي الأمريكي
- الجمعية الأمريكية للمعادن
- الجمعية الأمريكية لاختبار المواد
- جمعية تطوير التعليم الهندسي
- الجمعية الفيزيائية الأمريكية
- مؤسسة المهندسين الكهربائيين
- رابطة الهندسة الكهربائية والتقنيات الإلكترونية وتقنيات المعلومات
- الجمعية الفرنسية للكهربائيين
- سيجما كاي
- تاو بيتا بي  [لغات أخرى]‏